# Geologia de Essex

mapa de Essex

Este artigo descreve a geologia do condado cerimonial de Essex . Inclui os distritos de Southend-on-Sea e Thurrock .
A geologia de Essex, no sudeste da Inglaterra, consiste em grande parte de sedimentos marinhos cenozóicos dos períodos Paleógeno e Neógeno sobrepostos por um conjunto de depósitos superficiais de idade quaternária .

## Cretáceo
A rocha mais antiga de Essex é o White Chalk, que ocorre no noroeste do condado em torno de Saffron Walden, até o leste de Sudbury e ao sul de Bishop's Stortford .

## Paleógeno
Com exceção de um pequeno inlier de areias do Paleoceno em Witham, as unidades mais baixas da sequência Paleogênica evidentes em Essex são as várias formações de seixos e conchas de areia e argila do Grupo Lambeth do Paleoceno/Eoceno. Seu afloramento vai de Sudbury, na fronteira de Norfolk, a sudoeste, até a fronteira de Hertfordshire, em Bishop's Stortford. No entanto, o leito rochoso da maior parte do condado é formado por argilas siltosas e argilas arenosas da formação Harwich do período Eoceno seguinte, que é atribuída ao Grupo Tamisa . Manchas isoladas de areia, silte e argila do Eoceno tardio ocorrem na área entre Southend on Sea, Chelmsford e Londres .

## Neogene
Um pequeno outlier de 'rochedo' Plioceno / Pleistoceno (uma areia com conchas) é registrado a noroeste de Braintree e alguns bolsões isolados podem ser encontrados entre Harwich e Walton no Naze .
A margem nordeste oculta do Midlands Microcraton é inferida para correr NW-SE abaixo de Essex - logo a oeste de Basildon e Bishop's Stortford. Essex fica ao longo do eixo do Maciço de Gales-Londres-Brabant (também conhecido por outros nomes, incluindo o 'Maciço Anglo-Brabant' e 'Terra de Santo George'), uma zona que foi emergente durante grande parte do Período Carbonífero .

## quaternário
A glaciação derivada da glaciação anglicana ocorre amplamente em todo o condado ao norte de uma linha áspera de Brentwood através de Chelmsford até Colchester . A área permaneceu sem gelo durante a mais recente glaciação do final do Devensiano (a 'última era do gelo'). Folhas de areia glacial e cascalho ocorrem amplamente ao sul de Colchester e ao leste de Chelmsford e também são evidentes nos vales de Brain, Ter, Pant, Stour e Blackwater . Ao longo da costa existem extensas áreas de aluvião marinho e estuarino, mais espalhadas nas áreas de Foulness Island e Canvey Island . Os depósitos do terraço do rio são significativos em torno do vale de Blackwater e nas áreas de Burnham on Crouch, Southend on Sea e Grays